# Mesosemia nesti
Mesosemia nesti är en fjärilsart som beskrevs av William Chapman Hewitson 1857. Mesosemia nesti ingår i släktet Mesosemia och familjen Riodinidae. Inga underarter finns listade i Catalogue of Life.